# Hörsel (gmina)
Hörsel – miejscowość i gmina (niem. Landgemeinde) w Niemczech, w kraju związkowym Turyngia, w powiecie Gotha.
Powstała 1 grudnia 2011 z połączenia dziesięciu gmin wchodzących w skład wspólnoty administracyjnej Hörsel. Gminy te stały się dzielnicami nowo utworzonej gminy. Są to: Aspach, Ebenheim, Fröttstädt, Hörselgau, Laucha, Mechterstädt, Metebach, Teutleben, Trügleben i Weingarten.